# Casino Interlaken

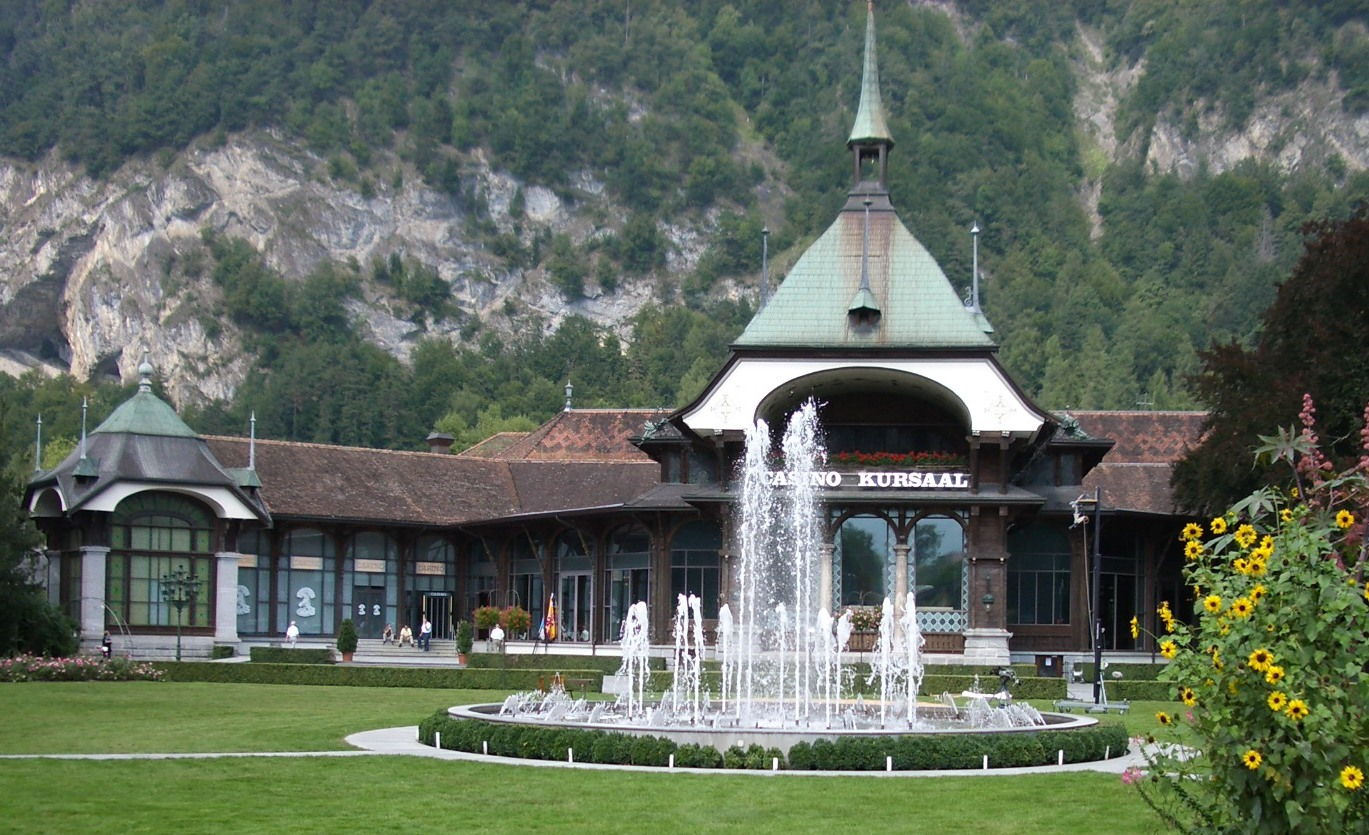
Das Casino Interlaken

Das Casino Interlaken befindet sich im Kursaalgarten von Interlaken im Berner Oberland. Es wurde 1858 gegründet, konnte aber bis zum gesetzlichen Verbot des Glücksspiels im Kanton Bern nur ein Jahr bestehen. Nach einer wechselvollen anderweitigen Nutzungsgeschichte erhielt es 2001 im Zuge der neuen Schweizer Spielbankgesetzgebung mit 22 anderen Schweizer Casinos eine B-Lizenz und wurde am 3. Juli 2002 neu eröffnet.

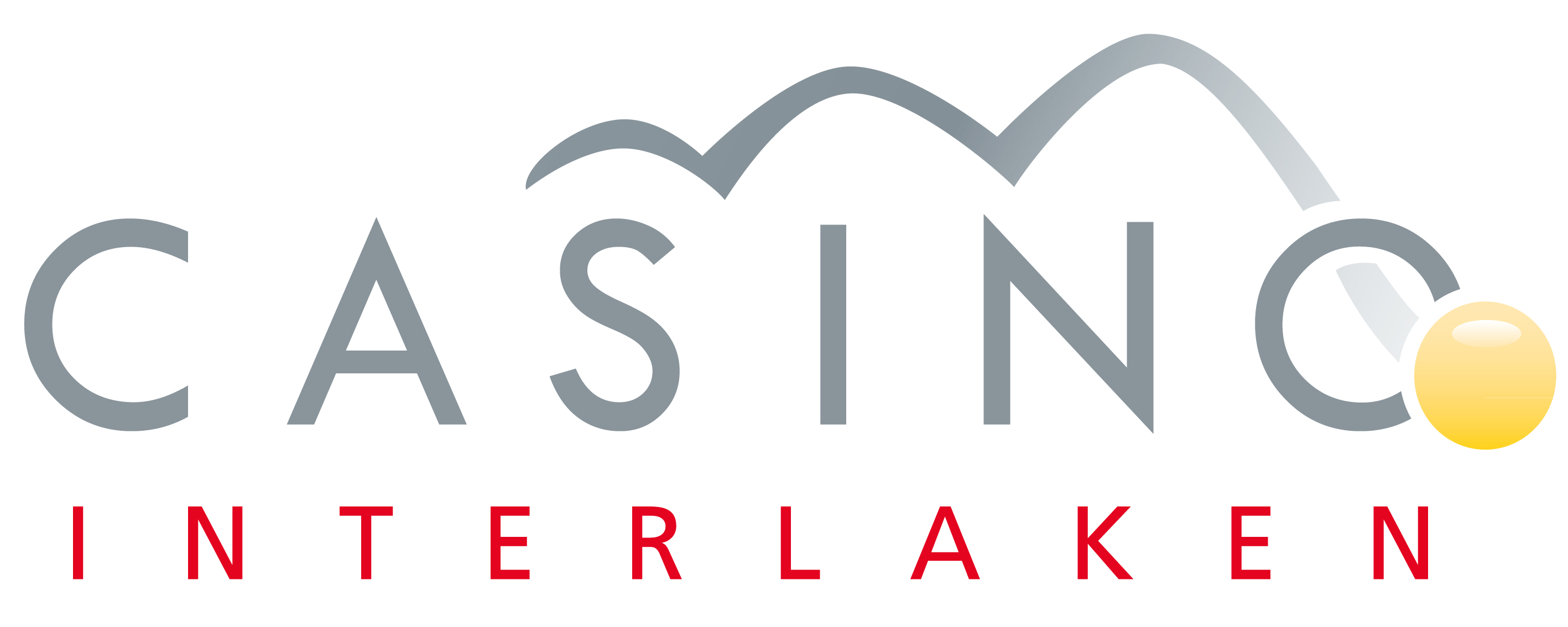
Logo Casino Interlaken aktuell

## Geschichte

### 1858 bis 1910
Im Jahr 1858 erwarben 33 Privatpersonen das südlich der Aare gelegene, ca. 14 ha grosse Grundstück des ehemaligen mittelalterlichen Augustinerklosters inter lacus, das in der Reformation aufgehoben worden war; das Gelände hatte sich seit 1528 im Besitz der Gemeinde befunden. Mitten durch das Areal legten sie eine Promenade (heute Höheweg) an, an der sich Hotels und Parkanlagen erstreckten. Dieser Komplex konstituierte das ehemalige Kur- und heutige Kongress-Zentrum, in das auch das Casino gehörte.
Im Jahr 1859 eröffnete man den Molke-Kurbetrieb mit Kursaal, Lokalen für Lektüre, Spiel, Konversation, Restauration, Musik und Bällen; bereits 1 Monat später erliess der Kanton indes das Verbot für „Hasard Spiele“, worauf das Kurhaus wieder geschlossen wurde. Seit der Schliessung gab es fast 100 Jahre lang keinen Spielbetrieb mehr. Lediglich der Betrieb der Molke-Kuranstalt wurde noch 40 Jahre lang weitergeführt.

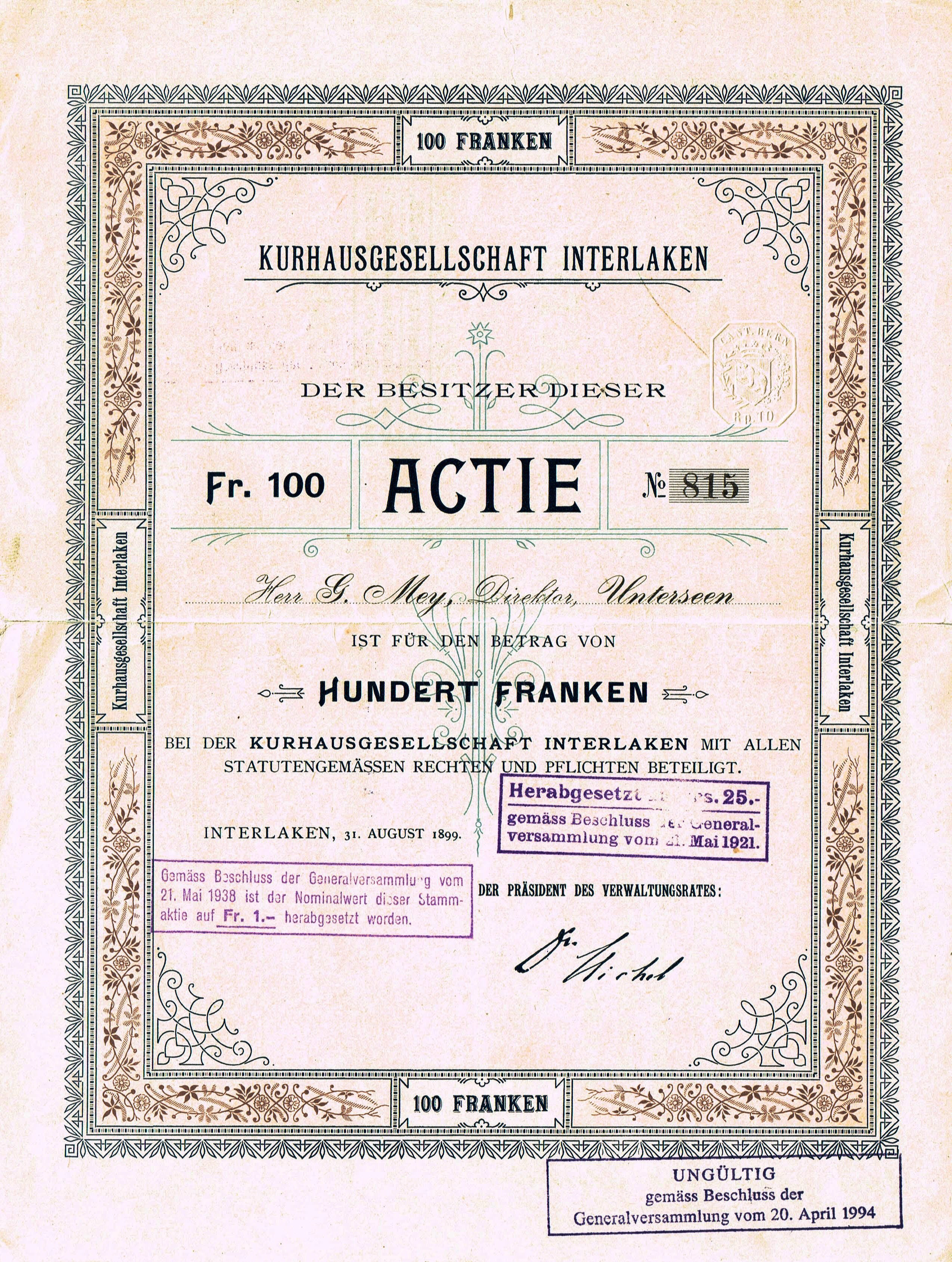
Namensaktie über 100 Franken der Kurhausgesellschaft Interlaken vom 31. August 1899

Im Jahr 1862 wurde die Aktiengesellschaft Kurhausgesellschaft Interlaken gegründet. 1898 musste die Molke-Kuranstalt, die bei einer Kontrolle durch das Medizinaluntersuchungsamt durchgefallen war, geschlossen werden; sie wurde nie wieder eröffnet. Die brach liegenden Kuranlagen wurden vorübergehend durch eine Bierwirtschaft und für sporadische Veranstaltungen genutzt, ehe ein Jahr später ein neues Investitionskonzept griff.
Von 1899 bis 1910 wurde im Rahmen eines umfassenden Umbau-Projektes ein Konzert- und Theatersaal erbaut, um die ehemaligen Kuranlagen künftig für Kongresse nutzen zu können. Dieser Komplex wurde 1910 eröffnet, der Kongressbetrieb konnte sich jedoch in den 4 Jahren bis zum Ausbruch des Ersten Weltkrieges noch nicht nachhaltig etablieren.

### 1914 bis 1945
Der Erste Weltkrieg (1914–1918) brachte trotz der Schweizer Neutralität einen schweren Einbruch für das ehemalige Kurzentrum. Zu Beginn 1914 wurde fast das ganze Personal in Wartestellung zum Kriegsdienst eingezogen und der Kursaal geschlossen. Nachdem die Schweiz nicht angegriffen worden war, konnten viele Mitarbeiter 1915 an ihre Arbeitsplätze zurückkehren, doch die Geschäfte liefen auf Grund der allgemeinen Versorgungskrise und Inflation schlecht.
Ab 1920 bis zum Zweiten Weltkrieg erholte sich die Wirtschaft; langsam stiegen die Gäste- und Besucherzahlen wieder. Im Zweiten Weltkrieg funktionierte die Armee den Kursaal zum Lagerhaus um.

### 1945 bis 2000
In der Nachkriegszeit kam es zu einer umfassenden Restrukturierung. Als erstes wurde 1946 die offene Konzerthalle mit Glasfenstern eingewandet. Nach Abschluss der Bauarbeiten (neue Gartengestaltung, Springbrunnen, Blumenuhr) wurde der Kursaal wiedereröffnet.
Von 1955 bis 1958 wurde nach weiteren Umbauarbeiten ein kleiner, an die Bar angrenzender Spielsalon angebaut. Im Jahr 1967 entstanden der neue Eingangsbereich am Höheweg und das Petit Casino. Glücksspiele aller Art waren noch immer von Amts wegen verboten, fanden jedoch trotzdem statt.
Im Jahr 1980 wurde ein neues Kongressgebäude eingeweiht. Der historische Kursaal wurde in die Liste der eidgenössischen Kunstaltertümer aufgenommen und unter eidgenössischen Denkmalschutz gestellt. Von 1980 bis 1987 wurde der historische Kursaal umfassend saniert. 1998 wurde in der Schweiz die gesetzliche Grundlage dafür geschaffen, das Glücksspiel wieder zuzulassen und Spielbanklizenzen wieder zu vergeben (SBG SR 935.52 vom 18. Dezember 1998).

### Heutige Situation
Am 24. Oktober 2001 vergab der Bundesrat der Schweiz 22 Spielbankenkonzessionen, davon eine B-Lizenz für Interlaken; 20 Anträge werden abgelehnt. Die Konzession besteht zunächst für 20 Jahre. Das neue Casino Interlaken eröffnete am 3. Juli 2002. Als erstes B-Casino in der Schweiz hat das Casino Interlaken (2007) Texas Hold'em Poker in sein Spielangebot integriert. Neben Glücksspielautomaten werden Roulette, Black Jack und ab 2007 Poker gespielt.
Die Casino Interlaken AG betreibt mit StarVegas eine konzessionierte Online-Glücksspielplattform in der Schweiz.